# Johann Conrad Feuerlein

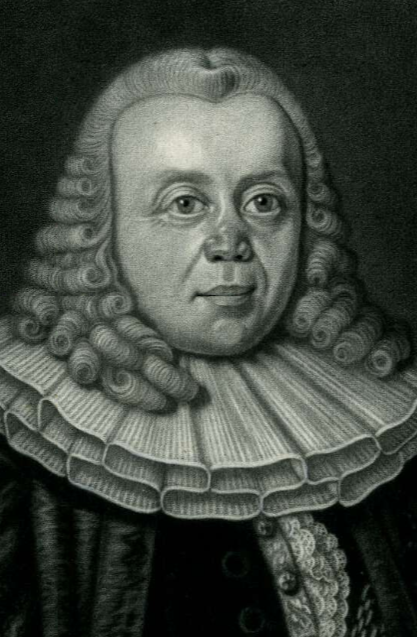
Johann Conrad Feuerlein, 1773

Johann Conrad Feuerlein (auch Johann Konrad; * 2. August 1725 in Wöhrd; † 28. Januar 1788 in Nürnberg) war ein deutscher Jurist und Konsulent des Rats der Reichsstadt Nürnberg.

## Abstammung
Johann Conrad Feuerlein entstammte dem alten fränkischen Bürgergeschlecht Feuerlein. Er war ein Sohn von Conrad Friedrich Feuerlein, der damals Pfarrer in Wöhrd war.

## Leben
Im Jahre 1731, im Alter von sechs Jahren, begann Johann Conrad Feuerlein mit dem Besuch des Unterrichts am Aegidianum in Nürnberg. 1742 wechselte er zum Studium an die Universität Altdorf, wo er bei Nicolaus Schwebel und Johann Balthasar Bernhold Vorlesungen in griechischer Sprache besuchte. Bei Michael Nagel verschaffte er sich Kenntnisse in der hebräischen und chaldäischen Sprache. Bei Johann Albrecht Spieß (1704–1766) hörte er Vorlesungen über Philosophie und Mathematik. Im Jahre 1744 ging Johann Conrad Feuerlein an die Universität Göttingen und besuchte bei Samuel Christian Hollmann Vorlesungen über Physik. Vorlesungen über Geschichte hörte er bei Johann David Köhler. Christoph August Heumann und Joachim Oporin hielten in der Zeit theologische Vorlesungen, die er ebenfalls in seinen Fächerkanon nahm. Hierauf studierte er beinahe drei Jahre lang an der Universität Jena Rechtswissenschaften. Zu seinen akademischen Lehrern gehörten dort unter anderem Joachim Georg Darjes, Heinrich Brockes, Johann Rudolph Engau und Christian Gottlieb Buder. Er wurde in Jena zum Doktor promoviert und war dann ab 1749 in Nürnberg außerordentlicher und seit 1750 ordentlicher Advokat. Im Jahre 1751 wurde er Syndikus und 1753 Assessor sowie Konsulent am Untergericht. Zu Ostern 1754 wurde er Genannter des größeren Rats, 1759 Ratsherr (Consiliarius) und Assessor am Stadt- und Ehegericht sowie am Land- und Bauerngericht. Im Jahre 1768 wurde er in Nürnberg vorderer Rats-Konsulent, 1772 Prokanzler der Universität Altdorf sowie kaiserlicher Hof- und Pfalzgraf, 1776 Ratsherr am Ober-Appellationsgericht und 1781 vorderster Rats-Konsulent.

## Rezeption
Johann Conrad Feuerlein besaß eine gründliche Rechtsgelehrsamkeit, verfügte über ausgedehnte literarische Kenntnisse und korrespondierte mit den großen Staatsmännern und Gelehrten seiner Zeit. Seine Privatbibliothek umfasste über achtzehntausend Bände und deckte alle  Bereiche der Wissenschaften des 18. Jahrhunderts ab.

## Familie
Am 11. August 1750 heiratete er Auguste Helena Müller, die Tochter eines promovierten Akademikers in Nürnberg. Aus der Ehe ging Paul Jakob von Feuerlein hervor.

## Werke
- Diss. epist. de Hadriani imp. eruditione, Altdorf 1743
- Inaug. de illegitimis quibusdam pignora et hypothecas constituendi retinendique modis, 1748
- Catalogus dissertationum et tractatum, reformationem Noricam illustrantium, 1755
- Catalogus Candidatorum juris et dissertationum juridicarum inauguralium Academiae Altdorfianae, ab inaugurationis anno 1624 ad haec usque tempora concinnatus, 1762
- Joh. Dav. Koeleri (Johann David Köhler) Diss. de rege Marcomanorum Maroboduc, 1742
- J. D. Koeleri Diss. de Machiavello, ejusque scriptis et censura, 1742
- Diss. de bacillis flosculiferis, vulgo Steckelein-Schmacken, sub moderamine Dan. Quil. Molleri P. P. rationis et intelligentiae olfactui subiecta a Joh. Jac. Sterio Nor. Altdorf d. 25. Febr. 1708, 1762
- Nürnbergisches Schönbartbuch und Gesellenstechen, aus einem alten Manuscript zum Druck befördert. Mit Kupfern, 1765
- Johann Müllners Discours: ob Georg Rixners Thurnierbuch pro scripto authentico zu halten? Schwabach 1765
- Supelex libraria, seu catalogus librorum ex omni scientiarum genere selectiorum partinique rariorum, juxta seriem alphabeticam in qualibet forma digestus, variis notis literariis illustratus, justisque instructus pretiis. Band I. 1768. Band II. in zwei Abteilungen unter dem Titel: Accessiones ad supel. suam librariam, sive bibliothecae Feuerlinianae, 1779
- Rechtliches Gutachten wegen verschiedener, von einer in versamter Ehe gestandenen, Ehefrauen contrahirten und eingeklagten Schuldposten, Nürnberg 1782
- Vorrede zu Lahners tabellarischem Entwurf der, der Reichsstadt Nürnberg erneuerten Reformation
- Anonyme Aufsätze in Riederers Abhandlungen aus der Kirchen-, Bücher- und Gelehrtengeschichte (Altdorf 1768 – 1769) und in Will’s literarischem Wochenblatt, Nürnberg 1770